# Cantó de Le Lorrain
El cantó de Le Lorrain és una divisió administrativa francesa situat al departament de Martinica a la regió de Martinica.

## Composició
El cantó comprèn la comuna de Le Lorrain.

## Administració
| Període                                  | Identitat       | Partit        | Qualitat |
| ---------------------------------------- | --------------- | ------------- | -------- |
| 2004-2014                                | Justin Pamphile | Divers gauche |          |
| Les dades anteriors no són pas conegudes |                 |               |          |